# Дейвид Хилмърс
Дейвид Карл Хилмърс (на английски: David Carl Hilmers) е полковник от USMC и астронавт на НАСА (участвал в 4 космически полета), професор по медицина.

## Образование
Завършил е Централния обществен колеж в Клинтън, Айова през 1968 г. Става бакалавър по математика в колежа Корнел, Ню Йорк през 1972 г. През 1977 г. получава магистърска степен по електроинженерство от Военноморския институт за следдипломна квалификация, Монтерей, Калифорния. През 1995 г. завършва медицина в Бейлорския колеж по медицина в Хюстън, Тексас.

## Военна кариера
Хилмърс започва военната си служба като младши лейтенант в USMC през юли 1972 г. Преминава допълнително обучение за морски пилот и е зачислен в бойна ескадрила 121 (VMA-121) на USMC. Лети на самолет А-6 Интрюдър. От 1975 г. е в морската пехота на 6-и американски флот.

## Служба в НАСА
На 29 май 1980 г. Хилмърс е избран от НАСА за подготовка за астронавт, Астронавтска група № 9. През август 1981 г. завършва успешно курса на обучение. Участва в 4 космически полета, има общо 493 часа в космоса.

### Космически полети
| Космически полети на Дейвид Карл Хилмърс                 | Космически полети на Дейвид Карл Хилмърс | Космически полети на Дейвид Карл Хилмърс | Космически полети на Дейвид Карл Хилмърс | Космически полети на Дейвид Карл Хилмърс | Космически полети на Дейвид Карл Хилмърс | Космически полети на Дейвид Карл Хилмърс |
| №                                                        | Дата                                     | КК                                       | Емблема на мисията                       | Функции                                  | Продължителност                          |                                          |
| -------------------------------------------------------- | ---------------------------------------- | ---------------------------------------- | ---------------------------------------- | ---------------------------------------- | ---------------------------------------- | ---------------------------------------- |
| 1                                                        | 3 октомври 1985                          | „Атлантис“, мисия STS-51J                |                                          | Специалист на мисията                    | 4 денонощия 01 час 44 мин. 38 сек.       |                                          |
| 2                                                        | 29 септември 1988                        | „Дискавъри“, мисия STS-26                |                                          | Специалист на мисията                    | 4 денонощия 01 час 00 мин. 11 сек.       |                                          |
| 3                                                        | 28 февруари 1990                         | „Атлантис“, мисия STS-36                 |                                          | Специалист на мисията                    | 4 денонощия 10 часа 18 мин. 22 сек.      |                                          |
| 4                                                        | 22 януари 1992                           | „Дискавъри“, мисия STS-42                |                                          | Специалист на мисията                    | 8 денонощия 01 час 14 мин. 44 сек.       |                                          |
| Сумарно време в космоса – 20 денонощия 14 часа 16 минути |                                          |                                          |                                          |                                          |                                          |                                          |

## След НАСА
След като напуска НАСА и USMC през октомври 1992 г., Дейвид Хилмърс започва да се занимава с медицина. Завършва с отличие докторантура по медицина (1995) в Бейлорския колеж по медицина в Хюстън и магистратура по обществено здравеопазване (2002) в Университета на Тексас в Хюстън.
Става професор и преподава „Педиатрия“ и „Вътрешни болести“ в Бейлорския колеж по медицина. Работи като завеждащ отделение в голяма болница в Хюстън.

## Награди
- Медал за отлична служба;
- Медал за доблестна служба;
- Медал за похвална служба;
- Медал за похвала;
- Национален медал за научни постижения;
- Медал на НАСА за изключителни заслуги (3);
- Медал на НАСА за участие в космически полет (3).